# Escuela de Graduados de Diseño de Harvard
La Escuela de Graduados de Diseño de Harvard (en inglés: Harvard Graduate School of Design, GSD) es una escuela de posgrado en diseño de la Universidad de Harvard. Ubicado en Cambridge, Massachusetts, el GSD ofrece programas de maestría y doctorado en arquitectura, arquitectura paisajista, planificación urbana, diseño urbano, bienes raíces, ingeniería de diseño y estudios de diseño.
El GSD tiene más de 13.000 alumnos y ha graduado a muchos arquitectos, urbanistas y arquitectos paisajistas famosos. La escuela es considerada un líder académico mundial en los campos del diseño.
El GSD tiene el programa de arquitectura paisajista más antiguo del mundo (fundado en 1893) y el programa de planificación urbana más antiguo de América del Norte (fundado en 1900). La arquitectura se enseñó por primera vez en la Universidad de Harvard en 1874. La Escuela de Posgrado en Diseño se estableció oficialmente en 1936, combinando los tres campos de la arquitectura, la planificación urbana y la arquitectura paisajista en una escuela de posgrado.

## Historia

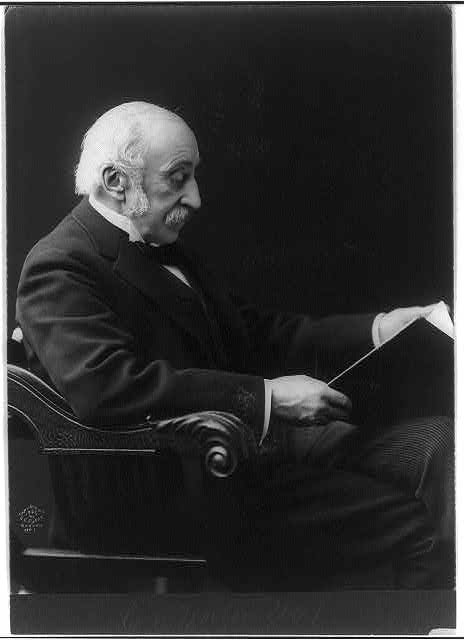
Charles Eliot Norton trajo los primeros cursos de arquitectura a la Universidad de Harvard en 1874

### Arquitectura
Charles Eliot Norton trajo las primeras clases de arquitectura a la Universidad de Harvard en 1874.

### Urbanismo y Diseño
En 1900, los primeros cursos de planeamiento urbanístico se impartieron en la Universidad de Harvard, y para 1909, los cursos de planificación urbana impartidos por James Sturgis Pray se agregaron al plan de estudios de diseño de Harvard como parte del departamento de arquitectura paisajista. En 1923, se estableció una especialización en planificación urbana bajo el programa de grado de Maestría en Arquitectura del Paisaje. En 1929, se estableció en Harvard el primer título de planificación urbana de América del Norte (a nivel de posgrado) con financiamiento a corto plazo de la Fundación Rockefeller. El programa de planificación migró a la Escuela de Graduados en Diseño en 1936. Luego, en 1981, el Programa de Planificación Urbana y Regional de John Kain cesó en la Escuela de Graduados en Diseño y se dispersó a la Escuela de Gobierno Kennedy y la Facultad de Artes y Ciencias. En 1984, se formó el Departamento de Planificación y Diseño urbano bajo la dirección de Dean McCue con la inclusión del Programa de Diseño Urbano. Luego, en 1994, el programa de Planificación urbana se devolvió oficialmente a la Escuela de Graduados en Diseño bajo la égida de Al Carnesale, Decano de la Escuela de Gobierno Kennedy, y Peter Rowe, Decano de la Facultad de Diseño; con la primera clase entrando en el año académico 1994-95. En ese momento, este programa se concibió como un programa de planificación física.

### Arquitectura del paisaje
En 1893, se ofreció el primer curso profesional de arquitectura paisajista del país en la Universidad de Harvard. En 1900, Frederick Law Olmsted Jr. y Arthur A. Shurcliff establecieron el primer programa de arquitectura paisajista del mundo . La Escuela de Arquitectura Paisajista se estableció en 1913. Lester Collins, quien estudió allí y se graduó en 1942, se convirtió en profesor después de la Segunda Guerra Mundial y pronto Decano del curso.

### Establecimiento
Las tres principales profesiones del diseño (arquitectura, planificación urbana y arquitectura paisajista) se unieron oficialmente en 1936 para formar la Harvard Graduate School of Design. Joseph F. Hudnut (1886–1968) fue un arquitecto y profesor estadounidense que fue el primer decano. En 1937, Walter Gropius se unió a la facultad de GSD como presidente del Departamento de Arquitectura y trajo a diseñadores modernos, incluido Marcel Breuer, para ayudar a renovar el plan de estudios.
En 1960, Josep Lluís Sert estableció el primer programa de Diseño Urbano del país. El George Gund Hall, que la icónica sede actual del GSD, se inauguró en 1972 y fue diseñado por el arquitecto australiano y graduado de GSD, John Andrews. El ahora desaparecido Laboratorio de gráficos por computadora y análisis espacial (LCGSA) de la escuela es ampliamente reconocido como el entorno de investigación / desarrollo del cual surgió la tecnología ahora comercializada de sistemas de información geográfica (GIS) a fines de los años sesenta y setenta. Las iniciativas de investigación más recientes incluyen Design Robotics Group, una unidad que investiga nuevos sistemas de materiales y tecnologías de fabricación en el contexto del diseño arquitectónico y la construcción.

### Decanos
| Nombre               | Período      | Carrera                          |
| -------------------- | ------------ | -------------------------------- |
| Joseph Hudnut        | 1936–1953    | Arquitecto                       |
| Josep Lluís Sert     | 1953–1969    | Arquitecto y planificador urbano |
| Maurice D. Kilbridge | 1969–1980    | Planificador urbano              |
| Gerald M. McCue      | 1980–1992    | Arquitecto                       |
| Peter G. Rowe        | 1992–2004    | Arquitecto                       |
| Alan A. Altshuler    | 2005–2008    | Planificador urbano              |
| Mohsen Mostafavi     | 2008–2019    | Arquitecto                       |
| Sarah M. Whiting     | 2019–present | Arquitecto                       |

## Programas académicos

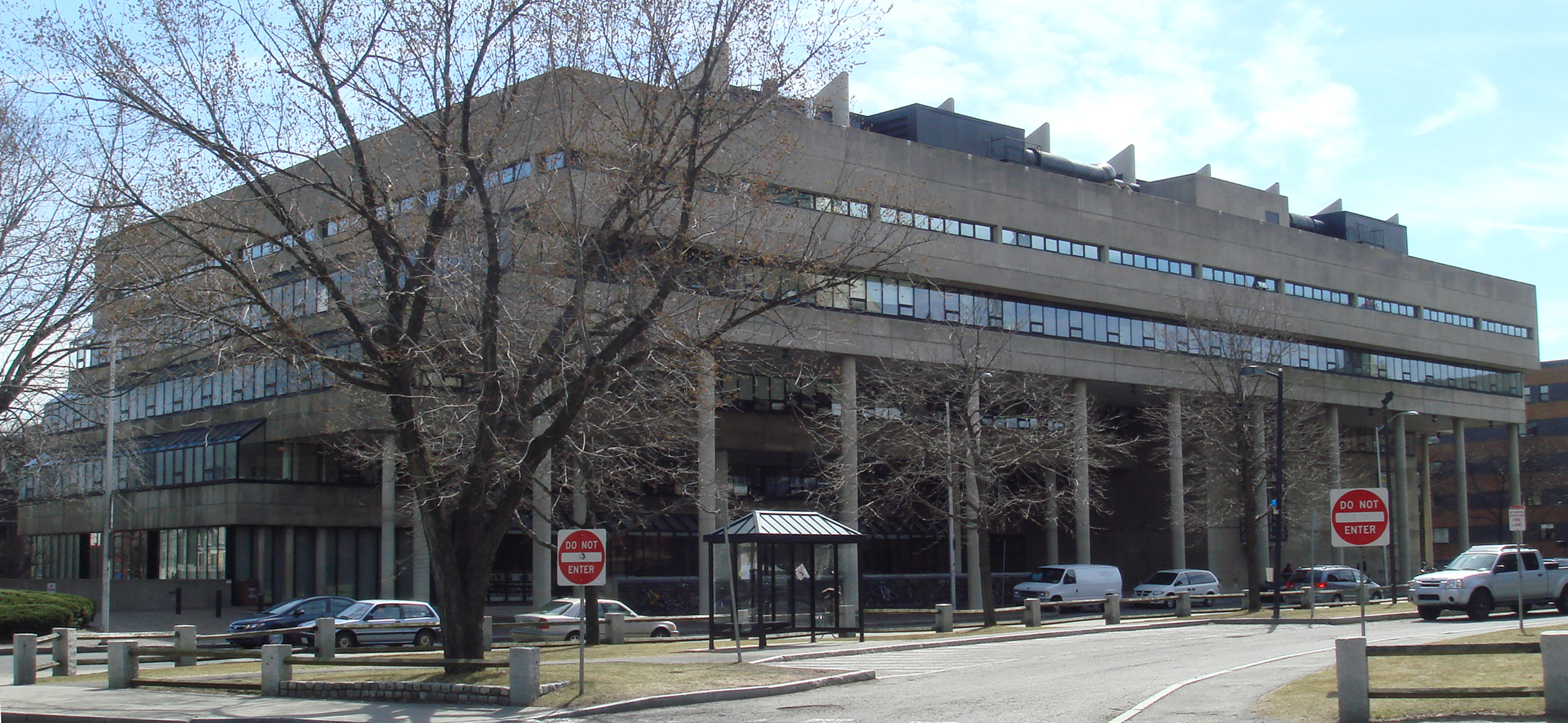
Gund Hall, diseñado por el arquitecto John Andrews en 1972, es la sede de la Harvard Graduate School of Design.

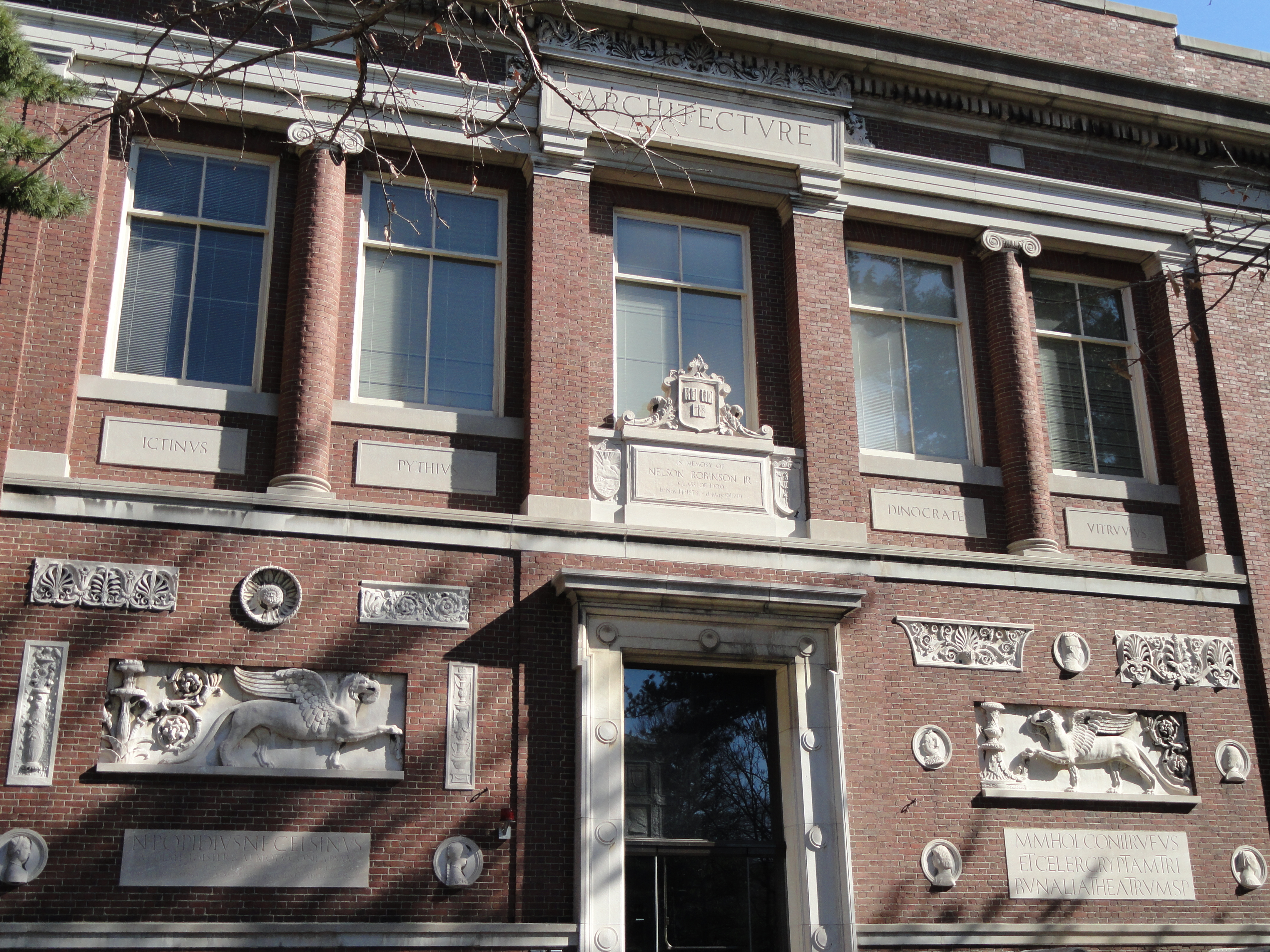
El histórico Robinson Hall, en Harvard Yard, fue la sede del GSD hasta 1972, cuando la escuela se mudó al cercano Gund Hall

Los títulos otorgados en los programas de maestría incluyen Maestría en Arquitectura (MArch), Maestría en Arquitectura del Paisaje (MLA), Maestría en Arquitectura en Diseño Urbano (MAUD), Maestría en Arquitectura del Paisaje en Diseño Urbano (MLAUD), Maestría en Planificación Urbana ( MUP), Maestría en Ingeniería del Diseño (MDE), Maestría en Estudios de Diseño (MDes). La escuela también ofrece el Doctorado en Diseño (DDes) y administra conjuntamente un título de Doctorado en Filosofía (PhD) en arquitectura, planificación urbana y arquitectura paisajista con la Escuela de Graduados en Artes y Ciencias.
- Maestría en Arquitectura (MArch I)
- Maestría en Arquitectura (MArch II) (Post-profesional)
- Maestría en Arquitectura en Diseño Urbano (MAUD) (Post-profesional)
- Máster en Urbanismo (MUP)
- Maestría en Arquitectura del Paisaje (MLA)
- Máster en Ingeniería del Diseño[10] (MDE)
- Maestría en Arquitectura del Paisaje en Diseño Urbano (MLAUD)
- Máster en Estudios de Diseño (MDes)[11]
- Doctorado en Diseño (DDes)
- Doctor en Filosofía en Arquitectura, Urbanismo y Arquitectura del Paisaje (PhD)[9]

### Clasificaciones
A partir de 2016, la clasificación promedio de diez años del programa lo ubica en el primer lugar, en general, en la clasificación de DesignIntelligence de programas acreditados por la Junta Nacional de Acreditación de Arquitectura.

### Educación Ejecutiva
Executive Education opera dentro de GSD proporcionando clases de desarrollo profesional. El Programa de Desarrollo de Gestión Avanzada en Bienes Raíces (AMDP) es un curso de desarrollo ejecutivo de un año de duración abierto a profesionales inmobiliarios establecidos. Al graduarse de AMDP, los participantes son exalumnos de la Universidad de Harvard. A lo largo del año, Executive Education ofrece programas de corta duración en los campos de la arquitectura, la planificación urbana, el diseño y los bienes raíces para una audiencia diversa de estudiantes.

## Cuerpo estudiantil
A partir de 2012-2013, había 878 estudiantes matriculados. 362 estudiantes o el 42% estaban matriculados en arquitectura, 182 estudiantes o el 21% en arquitectura del paisaje, 161 estudiantes o el 18% en planificación urbana y 173 estudiantes o el 20% en programas de estudios de doctorado o diseño. Aproximadamente, el 65% de los estudiantes eran estadounidenses . El estudiante promedio tiene 27 años. Los estudiantes de GSD están representados por el Harvard Graduate Council (HGC), una organización de gobierno estudiantil de toda la universidad. También hay varias docenas de clubes de estudiantes internos de GSD.

## Investigación y publicaciones
Además de sus programas de grado, el GSD administra la Beca Loeb y numerosas iniciativas de investigación como el Programa Zofnass para Infraestructura Sostenible. La escuela publica Harvard Design Magazine, Platform y otros libros de diseño y trabajos de estudio semestrales .

### Laboratorios de investigación de diseño
Los GSD Design Labs sintetizan conocimientos teóricos y aplicados a través de la investigación con la intención de que el diseño sea un agente de cambio en la sociedad. Hay siete laboratorios actuales: Grupo de Procesos y Sistemas de Materiales; Energía, Medio Ambiente y Diseño; Laboratorio de Nuevas Geografías; Laboratorio de Artefactos y Ambientes Responsivos; Laboratorio de Agencia Social; Laboratorio de Teoría Urbana; Laboratorio de geometría.

## Campus
El campus de GSD está ubicado al noreste de Harvard Yard y frente al Memorial Hall. Gund Hall es el edificio principal del GSD y alberga la mayor parte del espacio para estudiantes y las oficinas de la facultad. Otros edificios cercanos incluyen espacio para los laboratorios de investigación de diseño de la escuela, oficinas de profesores, la oficina del programa de becas Loeb y espacio de investigación para estudiantes, incluidos los de los programas MDes y DDes.

### Gund Hall

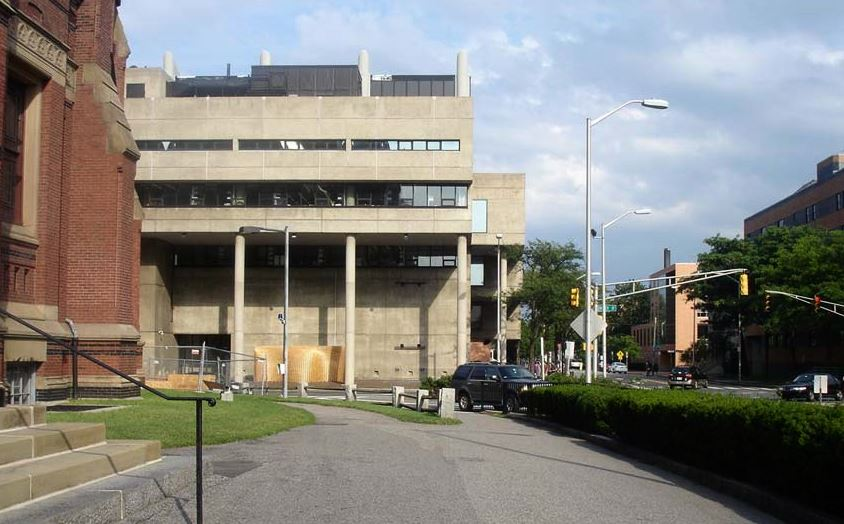
Gund Hall, Escuela de Posgrado en Diseño de Harvard (GSD)

Gund Hall es el edificio principal, que tiene espacios de estudio y oficinas para aproximadamente 800 estudiantes y más de 100 profesores y personal, salas de conferencias y seminarios, talleres y cuartos oscuros, un centro audiovisual, instalaciones informáticas, Chauhaus, la cafetería, una sala de proyectos, Piper Auditorium y la Biblioteca Frances Loeb. El espacio central del estudio, también conocido como las Bandejas, se extiende a lo largo de cinco niveles bajo un techo escalonado y claro. Gund Hall tiene un patio que comprende una cancha de baloncesto y se usa a menudo para eventos, como área de exhibición para proyectos de clase y como escenario para ceremonias de graduación. El edificio fue diseñado por el arquitecto John Andrews y supervisado por el ingeniero estructural William LeMessurier, ambos exalumnos de GSD.

### Biblioteca Frances Loeb
La Biblioteca Frances Loeb, es la biblioteca principal de la Graduate School of Design. La biblioteca tiene una colección de más de 300.000 libros y revistas. También cuenta con un Departamento de Materiales y Recursos Visuales, y el Departamento de Colecciones Especiales, que alberga la colección de manuscritos y libros raros del GSD.

### Laboratorio de fabricación
El laboratorio de fabricación tiene herramientas tradicionales y tecnología de punta disponibles para la creación de modelos y prototipos para la investigación de la facultad y el trabajo de curso de los estudiantes. El laboratorio de fabricación tiene un taller completo de carpintería, taller de metales, laboratorios de impresión, impresión 3D, herramientas CNC, máquinas robóticas, máquinas de corte por láser, etc.

## Alumni y profesores notables
A partir de 2013, el GSD tenía más de 13.000 alumnos en 96 países. El GSD tenía 77 profesores y 129 profesores visitantes. El 45% de los miembros de la facultad nacieron fuera de los Estados Unidos.